# Brendan Galloway
Brendan Joel Zibusiso Galloway , né le 17 mars 1996 à Harare (Zimbabwe), est un footballeur anglais qui évolue au poste de défenseur à Plymouth Argyle.

## Biographie

### Milton Keynes
Le 12 novembre 2011, à l'âge de 15 ans, il fait ses débuts pour Milton Keynes lors d'un match de Coupe d'Angleterre contre Nantwich Town.

### Everton
Le 2 août 2014, après trois saisons à MK Dons, Galloway rejoint le club d'Everton. Il dispute son premier match en mai 2015 lors d'une rencontre face à West Ham United. Après que Leighton Baines se soit blessé la cheville, Galloway le remplace pendant plusieurs matchs de Premier League lors de la saison 2015-2016.
Le 22 août 2016, Galloway est prêté pour une saison à West Bromwich Albion. Il ne dispute que cinq rencontres sous le maillot des Baggies avant d'être rappelé par Everton en avril 2017.
Le 5 juillet 2017, Galloway est prêté pour une saison à Sunderland. Il ne dispute que huit matchs toutes compétitions confondues avec les Black Cats avant de réintégrer l'effectif d'Everton à l'issue de la saison. De retour à Everton, Galloway ne joue aucune rencontre en équipe première lors de la saison 2018-2019.

### Luton Town et après
Le 3 juillet 2019, il s'engage avec Luton Town, promu en deuxième division anglaise.
Le 21 juillet 2021, il rejoint Plymouth Argyle.

### En sélection nationale
Le 6 août 2012, il fait ses débuts avec l'équipe d'Angleterre des moins de 17 ans face aux Îles Féroé. Il représente ensuite l'équipe d'Angleterre des moins de 18 ans et des moins de 19 ans. 
Le 25 août 2015, il est sélectionné par Gareth Southgate pour faire partie de l'effectif de l'équipe d'Angleterre espoirs. Il fait ses débuts avec cette sélection le 6 octobre 2016 lors du match comptant pour les éliminatoires de l'Euro espoirs 2017 face au Kazakhstan.

## Statistiques
| Saison                | Club                        | Championnat           | Championnat | Championnat | Coupe(s) nationale(s) | Coupe(s) nationale(s) | Compétition(s) continentale(s) | Compétition(s) continentale(s) | Compétition(s) continentale(s) | Total | Total |
| Saison                | Club                        | Division              | M.          | B.          | M.                    | B.                    | Comp.                          | M.                             | B.                             | M.    | B.    |
| 2011-2012             | MK Dons                     | League One            | 1           | 0           | 1                     | 0                     | -                              | -                              | -                              | 2     | 0     |
| 2012-2013             | MK Dons                     | League One            | 1           | 0           | 1                     | 0                     | -                              | -                              | -                              | 2     | 0     |
| 2013-2014             | MK Dons                     | League One            | 8           | 0           | 5                     | 1                     | -                              | -                              | -                              | 13    | 1     |
| Sous-total            | Sous-total                  | Sous-total            | 10          | 0           | 7                     | 1                     | -                              | -                              | -                              | 17    | 1     |
| 2014-2015             | Everton FC                  | Premier League        | 2           | 0           | -                     | -                     | -                              | -                              | -                              | 2     | 0     |
| 2015-2016             | Everton FC                  | Premier League        | 15          | 0           | 4                     | 0                     | -                              | -                              | -                              | 19    | 0     |
| 2018-2019             | Everton FC                  | Premier League        | -           | -           | -                     | -                     | -                              | -                              | -                              | 0     | 0     |
| Sous-total            | Sous-total                  | Sous-total            | 17          | 0           | 4                     | 0                     | -                              | -                              | -                              | 21    | 0     |
| 2016-2017             | West Bromwich Albion (prêt) | Premier League        | 3           | 0           | 2                     | 0                     | -                              | -                              | -                              | 5     | 0     |
| 2017-2018             | Sunderland AFC (prêt)       | Championship          | 7           | 0           | 1                     | 0                     | -                              | -                              | -                              | 8     | 0     |
| Sous-total            | Sous-total                  | Sous-total            | 10          | 0           | 3                     | 0                     | -                              | -                              | -                              | 13    | 0     |
| 2019-2020             | Luton Town                  | Championship          | 3           | 0           | 2                     | 0                     | -                              | -                              | -                              | 5     | 0     |
| 2020-2021             | Luton Town                  | Championship          | -           | -           | 1                     | 0                     | -                              | -                              | -                              | 1     | 0     |
| Sous-total            | Sous-total                  | Sous-total            | 3           | 0           | 3                     | 0                     | -                              | -                              | -                              | 6     | 0     |
| 2021-2022             | Plymouth Argyle             | League One            | 14          | 2           | 2                     | 0                     | -                              | -                              | -                              | 16    | 2     |
| 2022-2023             | Plymouth Argyle             | League One            | 18          | 0           | 6                     | 0                     | -                              | -                              | -                              | 24    | 0     |
| 2023-2024             | Plymouth Argyle             | Championship          | 11          | 0           | 1                     | 0                     | -                              | -                              | -                              | 12    | 0     |
| Sous-total            | Sous-total                  | Sous-total            | 43          | 2           | 9                     | 0                     | -                              | -                              | -                              | 52    | 2     |
| Total sur la carrière | Total sur la carrière       | Total sur la carrière | 83          | 2           | 25                    | 1                     | -                              | -                              | -                              | 108   | 3     |

## Palmarès

### En club
Plymouth Argyle
- Football League One
  - Champion en 2022-23
- EFL Trophy
  - Finaliste en 2023